# Grote bloedstuitbuidelspreeuw
De grote bloedstuitbuidelspreeuw (Cacicus uropygialis) is een zangvogel uit de familie Icteridae (troepialen). 

## Verspreiding en leefgebied
Deze soort komt voor van de Andes van Colombia tot noordwestelijk Venezuela, oostelijk Ecuador en zuidoostelijk Peru.